# Championnat d'Europe de rugby à XV des moins de 18 ans 2021
Navigation
Championnat d'Europe des moins de 18 ans 2019 Championnat d'Europe des moins de 18 ans 2022
Le championnat d'Europe de rugby à XV des moins de 18 ans 2021 réunit 8 nations.
L'édition 2021 se déroule en Russie, à Kaliningrad. La compétition se déroule du dimanche 3 octobre au samedi 9 octobre 2021.
La finale se déroule à l'Arena Baltika de Kaliningrad le samedi 9 octobre 2021. La Géorgie est championne d'Europe.

## Présentation

### Équipes en compétition
| Groupe Elite |
| ------------ |
| Belgique     |
| Espagne      |
| Géorgie      |
| Pays-Bas     |
| Roumanie     |
| Russie       |
| Portugal     |
| Tchéquie     |

### Format
Les 8 équipes participent à un quart de finale. La suite de la compétition se fait par élimination directe à chaque tour. Des matchs de classement ont également lieux.

## Phase finale

### Tableau principal
|  | Quarts de finale                                                | Quarts de finale                                                |                                                        |                                                        | Demi-finales                                                    | Demi-finales                                                    |    |  | Finale                                                    | Finale                                                    |
|  | Quarts de finale                                                | Quarts de finale                                                |                                                        |                                                        | Demi-finales                                                    | Demi-finales                                                    |    |  | Finale                                                    | Finale                                                    |
|  |                                                                 |                                                                 |                                                        |                                                        |                                                                 |                                                                 |    |  |                                                           |                                                           |
|  | le 3 octobre 2021 à 13h30 au Stade Lokomotiv (pl) (Kaliningrad) | le 3 octobre 2021 à 13h30 au Stade Lokomotiv (pl) (Kaliningrad) |                                                        |                                                        | le 6 octobre 2021 à 17h00 au Stade Lokomotiv (pl) (Kaliningrad) | le 6 octobre 2021 à 17h00 au Stade Lokomotiv (pl) (Kaliningrad) |    |  | le 9 octobre 2021 à 19h00 à l'Arena Baltika (Kaliningrad) | le 9 octobre 2021 à 19h00 à l'Arena Baltika (Kaliningrad) |
|  | le 3 octobre 2021 à 13h30 au Stade Lokomotiv (pl) (Kaliningrad) | le 3 octobre 2021 à 13h30 au Stade Lokomotiv (pl) (Kaliningrad) |                                                        |                                                        | le 6 octobre 2021 à 17h00 au Stade Lokomotiv (pl) (Kaliningrad) | le 6 octobre 2021 à 17h00 au Stade Lokomotiv (pl) (Kaliningrad) |    |  | le 9 octobre 2021 à 19h00 à l'Arena Baltika (Kaliningrad) | le 9 octobre 2021 à 19h00 à l'Arena Baltika (Kaliningrad) |
|  | Espagne                                                         | 45                                                              |                                                        |                                                        | le 6 octobre 2021 à 17h00 au Stade Lokomotiv (pl) (Kaliningrad) | le 6 octobre 2021 à 17h00 au Stade Lokomotiv (pl) (Kaliningrad) |    |  | le 9 octobre 2021 à 19h00 à l'Arena Baltika (Kaliningrad) | le 9 octobre 2021 à 19h00 à l'Arena Baltika (Kaliningrad) |
|  | Espagne                                                         | 45                                                              |                                                        |                                                        | le 6 octobre 2021 à 17h00 au Stade Lokomotiv (pl) (Kaliningrad) | le 6 octobre 2021 à 17h00 au Stade Lokomotiv (pl) (Kaliningrad) |    |  | le 9 octobre 2021 à 19h00 à l'Arena Baltika (Kaliningrad) | le 9 octobre 2021 à 19h00 à l'Arena Baltika (Kaliningrad) |
|  | Roumanie                                                        | 8                                                               |                                                        |                                                        | le 6 octobre 2021 à 17h00 au Stade Lokomotiv (pl) (Kaliningrad) | le 6 octobre 2021 à 17h00 au Stade Lokomotiv (pl) (Kaliningrad) |    |  | le 9 octobre 2021 à 19h00 à l'Arena Baltika (Kaliningrad) | le 9 octobre 2021 à 19h00 à l'Arena Baltika (Kaliningrad) |
|  | Roumanie                                                        | 8                                                               | Espagne                                                | 12                                                     |                                                                 |                                                                 |    |  | le 9 octobre 2021 à 19h00 à l'Arena Baltika (Kaliningrad) | le 9 octobre 2021 à 19h00 à l'Arena Baltika (Kaliningrad) |
|  | le 3 octobre 2021 à 17h00 au Stade Lokomotiv (pl) (Kaliningrad) |                                                                 | Espagne                                                | 12                                                     |                                                                 |                                                                 |    |  | le 9 octobre 2021 à 19h00 à l'Arena Baltika (Kaliningrad) | le 9 octobre 2021 à 19h00 à l'Arena Baltika (Kaliningrad) |
|  |                                                                 | Portugal                                                        | 31                                                     |                                                        |                                                                 |                                                                 |    |  | le 9 octobre 2021 à 19h00 à l'Arena Baltika (Kaliningrad) | le 9 octobre 2021 à 19h00 à l'Arena Baltika (Kaliningrad) |
|  | Portugal                                                        | Portugal                                                        | 31                                                     | 26                                                     |                                                                 |                                                                 |    |  | le 9 octobre 2021 à 19h00 à l'Arena Baltika (Kaliningrad) | le 9 octobre 2021 à 19h00 à l'Arena Baltika (Kaliningrad) |
|  | Portugal                                                        |                                                                 |                                                        | 26                                                     |                                                                 |                                                                 |    |  | le 9 octobre 2021 à 19h00 à l'Arena Baltika (Kaliningrad) | le 9 octobre 2021 à 19h00 à l'Arena Baltika (Kaliningrad) |
|  | Pays-Bas                                                        | 16                                                              |                                                        |                                                        |                                                                 |                                                                 |    |  | le 9 octobre 2021 à 19h00 à l'Arena Baltika (Kaliningrad) | le 9 octobre 2021 à 19h00 à l'Arena Baltika (Kaliningrad) |
|  | Pays-Bas                                                        | 16                                                              | Portugal                                               | 0                                                      |                                                                 |                                                                 |    |  |                                                           |                                                           |
|  | le 3 octobre 2021 à 15h00 au Stade Selma (Kaliningrad)          |                                                                 | Portugal                                               | 0                                                      |                                                                 |                                                                 |    |  |                                                           |                                                           |
|  |                                                                 | Géorgie                                                         | 27                                                     |                                                        |                                                                 |                                                                 |    |  |                                                           |                                                           |
|  | Russie                                                          | Géorgie                                                         | 27                                                     | 10                                                     |                                                                 |                                                                 |    |  |                                                           |                                                           |
|  | Russie                                                          | le 6 octobre 2021 à 19h00 au Stade Selma (Kaliningrad)          |                                                        | 10                                                     |                                                                 |                                                                 |    |  |                                                           |                                                           |
|  | Belgique                                                        | 21                                                              |                                                        |                                                        |                                                                 |                                                                 |    |  |                                                           |                                                           |
|  | Belgique                                                        | 21                                                              | Belgique                                               | 3                                                      |                                                                 |                                                                 |    |  |                                                           |                                                           |
|  | le 3 octobre 2021 à 18h30 au Stade Selma (Kaliningrad)          | le 3 octobre 2021 à 18h30 au Stade Selma (Kaliningrad)          | Belgique                                               | 3                                                      | Match pour la 3e place                                          | Match pour la 3e place                                          |    |  |                                                           |                                                           |
|  | le 3 octobre 2021 à 18h30 au Stade Selma (Kaliningrad)          | le 3 octobre 2021 à 18h30 au Stade Selma (Kaliningrad)          |                                                        | Géorgie                                                | Match pour la 3e place                                          | Match pour la 3e place                                          | 37 |  |                                                           |                                                           |
|  | Géorgie                                                         | 76                                                              | le 9 octobre 2021 à 14h30 au Stade Selma (Kaliningrad) | le 9 octobre 2021 à 14h30 au Stade Selma (Kaliningrad) |                                                                 |                                                                 | 37 |  |                                                           |                                                           |
|  | Géorgie                                                         | 76                                                              | le 9 octobre 2021 à 14h30 au Stade Selma (Kaliningrad) | le 9 octobre 2021 à 14h30 au Stade Selma (Kaliningrad) |                                                                 |                                                                 |    |  |                                                           |                                                           |
|  | Tchéquie                                                        | 0                                                               |                                                        | Espagne                                                | 46                                                              |                                                                 |    |  |                                                           |                                                           |
|  | Tchéquie                                                        | 0                                                               |                                                        | Espagne                                                | 46                                                              |                                                                 |    |  |                                                           |                                                           |
|  |                                                                 |                                                                 |                                                        |                                                        |                                                                 |                                                                 |    |  | Belgique                                                  | 7                                                         |
|  |                                                                 |                                                                 |                                                        |                                                        |                                                                 |                                                                 |    |  | Belgique                                                  | 7                                                         |

#### Matchs de classement
|  | Demi-finales de classement                                 | Demi-finales de classement                                 |                        |    | Match pour la 5e place                                    | Match pour la 5e place                                    |
|  | Demi-finales de classement                                 | Demi-finales de classement                                 |                        |    | Match pour la 5e place                                    | Match pour la 5e place                                    |
|  |                                                            |                                                            |                        |    |                                                           |                                                           |
|  | le 6 octobre 2021 à 13h00 au Stade Lokomotiv (Kaliningrad) | le 6 octobre 2021 à 13h00 au Stade Lokomotiv (Kaliningrad) |                        |    | le 9 octobre 2021 à 16h30 à l'Arena Baltika (Kaliningrad) | le 9 octobre 2021 à 16h30 à l'Arena Baltika (Kaliningrad) |
|  | le 6 octobre 2021 à 13h00 au Stade Lokomotiv (Kaliningrad) | le 6 octobre 2021 à 13h00 au Stade Lokomotiv (Kaliningrad) |                        |    | le 9 octobre 2021 à 16h30 à l'Arena Baltika (Kaliningrad) | le 9 octobre 2021 à 16h30 à l'Arena Baltika (Kaliningrad) |
|  | Roumanie                                                   | 0                                                          |                        |    | le 9 octobre 2021 à 16h30 à l'Arena Baltika (Kaliningrad) | le 9 octobre 2021 à 16h30 à l'Arena Baltika (Kaliningrad) |
|  | Roumanie                                                   | 0                                                          |                        |    | le 9 octobre 2021 à 16h30 à l'Arena Baltika (Kaliningrad) | le 9 octobre 2021 à 16h30 à l'Arena Baltika (Kaliningrad) |
|  | Pays-Bas                                                   | 34                                                         |                        |    | le 9 octobre 2021 à 16h30 à l'Arena Baltika (Kaliningrad) | le 9 octobre 2021 à 16h30 à l'Arena Baltika (Kaliningrad) |
|  | Pays-Bas                                                   | 34                                                         | Pays-Bas               | 7  |                                                           |                                                           |
|  | le 6 octobre 2021 à 15h0 au Stade Selma (Kaliningrad)      |                                                            | Pays-Bas               | 7  |                                                           |                                                           |
|  |                                                            | Russie                                                     | 13                     |    |                                                           |                                                           |
|  | Russie                                                     | Russie                                                     | 13                     | 50 |                                                           |                                                           |
|  | Russie                                                     |                                                            |                        | 50 |                                                           |                                                           |
|  | Tchéquie                                                   | 0                                                          |                        |    |                                                           |                                                           |
|  | Tchéquie                                                   | 0                                                          | Match pour la 7e place |    |                                                           |                                                           |
|  |                                                            |                                                            |                        |    |                                                           |                                                           |
|  | le 9 octobre 2021 à 11h00 au Stade Selma (Kaliningrad)     |                                                            |                        |    |                                                           |                                                           |
|  |                                                            |                                                            |                        |    |                                                           |                                                           |
|  | Roumanie                                                   | 38                                                         |                        |    |                                                           |                                                           |
|  | Roumanie                                                   | 38                                                         |                        |    |                                                           |                                                           |
|  | Tchéquie                                                   | 8                                                          |                        |    |                                                           |                                                           |
|  | Tchéquie                                                   | 8                                                          |                        |    |                                                           |                                                           |

## Résultats détaillés

### Quarts de finale
| 3 octobre 2021 13h30 | Espagne | 45 - 8 (26 - 3) | Roumanie | Stade Lokomotiv (pl) (Kaliningrad) 25 spectateurs Arbitre : Benoit Rousselet |
| 3 octobre 2021 13h30 | Essai(s) : 7 Jaime Borondo (3e), Mario Coronado (10e), Pablo Perez (16e, 46e), Santiago Lopez (19e), Ignacio Piñeiro (40e), Noah Canepa (67e) Transformation(s) : 5 Guillermo Boland (5e, 13e, 21e, 41e, 68e) | Rapport         | Essai(s) : 1 Roberto Catescu (56e) Pénalité(s) : 1 Toni Maftei (26e) Carton(s) jaune(s) : 1 Alexandru Prescura (48e) | Stade Lokomotiv (pl) (Kaliningrad) 25 spectateurs Arbitre : Benoit Rousselet |
| 3 octobre 2021 13h30 | | Rapport         | | Stade Lokomotiv (pl) (Kaliningrad) 25 spectateurs Arbitre : Benoit Rousselet |

| 3 octobre 2021 17h00 | Portugal | 26 - 15 (17 - 8) | Pays-Bas | Stade Lokomotiv (pl) (Kaliningrad) 25 spectateurs Arbitre : Ethan Glass |
| 3 octobre 2021 17h00 | Essai(s) : 3 Mateus Ferreira (6e), Essai de pénalité (24e), Henrique Cortes (33e) Pénalité(s) : 3 Manuel Vareiro (37e, 44e, 70e) | Rapport          | Essai(s) : 1 Gavin Celie (11e), Teun Karst (60e) Transformation(s) : 1 Vikas Meijer (61e) Pénalité(s) : 1 Vikas Meijer (26e) Carton(s) jaune(s) : 2 Thymotheus Peters (22e), Ruben de Schipper (70e) | Stade Lokomotiv (pl) (Kaliningrad) 25 spectateurs Arbitre : Ethan Glass |
| 3 octobre 2021 17h00 | | Rapport          | | Stade Lokomotiv (pl) (Kaliningrad) 25 spectateurs Arbitre : Ethan Glass |

| 3 octobre 2021 15h00 | Russie                                                   | 10 - 21 (5 - 13) | Belgique | Stade Selma (Kaliningrad) 300 spectateurs Arbitre : Dario Merli |
| 3 octobre 2021 15h00 | Essai(s) : 2 Bogdan Vinogradov (5e), Artem Varygin (53e) | Rapport          | Essai(s) : 2 Florian Remue (27e), Artur Joye (40e) Transformation(s) : 1 Florian Remue (28e) Pénalité(s) : 3 Florian Remue (20e, 33e, 36e) | Stade Selma (Kaliningrad) 300 spectateurs Arbitre : Dario Merli |
| 3 octobre 2021 15h00 |                                                          | Rapport          | | Stade Selma (Kaliningrad) 300 spectateurs Arbitre : Dario Merli |

| 3 octobre 2021 18h30 | Géorgie | 76 - 0 (59 - 0) | Tchéquie | Stade Selma (Kaliningrad) Arbitre : Kirill Zakharov |
| 3 octobre 2021 18h30 | Essai(s) : 12 Nika Babunashvili (1re, 15e), Nika Lomidze (5e, 7e), Giorgi Mamaiashvili (10e), Tornike Baikhoidze (12e), Shalva Aptsiauri (21e), Luka Sakhelashvili (30e), Saba Archvadze (34e), Sandro Jighauri (40e), Tornike Bokoveli (51e), Davit Imnadze (70e) Transformation(s) : 8 Petre Khutsishvili (5e, 7e, 10e, 12e, 15e, 21e, 34e), Davit Imnadze (51e) | Rapport         |          | Stade Selma (Kaliningrad) Arbitre : Kirill Zakharov |
| 3 octobre 2021 18h30 | | Rapport         |          | Stade Selma (Kaliningrad) Arbitre : Kirill Zakharov |

### Demi-finales de classement
| 6 octobre 2021 | Roumanie | 0 - 34 | Pays-Bas | Arbitre : Dario Merli |
| 6 octobre 2021 |          |        |          | Arbitre : Dario Merli |
| 6 octobre 2021 |          |        |          | Arbitre : Dario Merli |

| 6 octobre 2021 15h00 | Russie | 50 - 0 (36 - 0) | Tchéquie | Stade Selma (Kaliningrad) Arbitre : Benoit Rousselet |
| 6 octobre 2021 15h00 | Essai(s) : 7 Pavel Soshin (4e), Danil Orlik (7e), Artem Varygin (15e), Evgeny Karonnov (24e), Nikita Tolstikhin (36e), Ivan Dorofeev (40e), Daniil Berezovsky (69e), Transformation(s) : 6 Kirill Gavrichkov (4e, 7e, 15e, 24e, 40e, 69e) Pénalité(s) : 1 Kirill Gavrichkov (10e) | Rapport         |          | Stade Selma (Kaliningrad) Arbitre : Benoit Rousselet |
| 6 octobre 2021 15h00 | | Rapport         |          | Stade Selma (Kaliningrad) Arbitre : Benoit Rousselet |

### Demi-finales
| 6 octobre 2021 17h00 | Espagne | 12 - 31 (0 - 28) | Portugal | Stade Lokomotiv (pl) (Kaliningrad) 25 spectateurs Arbitre : Ethan Glass |
| 6 octobre 2021 17h00 | Essai(s) : 2 Mario Coronado (37e, 60e) Transformation(s) : 1 Alberto Carmona (61e) Carton(s) jaune(s) : 1 Juan Guillermo (31e) | Rapport          | Essai(s) : 3 Alfredo Almedia (12e), Sebastião Petronilho (14e), Manuel Vareiro (35e) Transformation(s) : 2 Duarte Cortes (13e, 35e) Pénalité(s) : 4 Duarte Cortes (9e, 19e, 22e, 45e) | Stade Lokomotiv (pl) (Kaliningrad) 25 spectateurs Arbitre : Ethan Glass |
| 6 octobre 2021 17h00 | | Rapport          | | Stade Lokomotiv (pl) (Kaliningrad) 25 spectateurs Arbitre : Ethan Glass |

| 6 octobre 2021 19h00 | Belgique                            | 3 - 37 (3 - 20) | Géorgie | Stade Selma, Kaliningrad Arbitre : Kirill Zakharov |
| 6 octobre 2021 19h00 | Pénalité(s) : 1 Florian Remue (24e) | Rapport         | Essai(s) : 6 Luka Sakhelashvili (15e), Nika Babunashvili (21e), Davit Khuroshvili (32e), Giorgi Kurkhuli (38e, 58e), Nika Lomidze (47e) Transformation(s) : 2 Petre Khutsishvili (21e), Tornike Kakhoidze (58e) Pénalité(s) : 1 Petre Khutsishvili (10e) Carton(s) jaune(s) : 2 Shalva Aptsiauri (30e), Rati Zazadze (49e) | Stade Selma, Kaliningrad Arbitre : Kirill Zakharov |
| 6 octobre 2021 19h00 |                                     | Rapport         | | Stade Selma, Kaliningrad Arbitre : Kirill Zakharov |

### Match pour la 7ème place
| 9 octobre 2021 11h00 | Roumanie | 38 - 8 (24 - 3) | Tchéquie                                                                    | Stade Selma, Kaliningrad Arbitre : Kirill Zhakarov |
| 9 octobre 2021 11h00 | Essai(s) : 6 Vlad Sambotin (1re), Petre Urs (7e, 67e), Roberto Catescu (20e), Yanis Horvat (34e), Marian Bodorin (45e) Transformation(s) : 4 Toni Maftei (20e, 34e, 45e, 67e) Carton(s) jaune(s) : 3 Vlad Sambotin (16e), Eduard Cioroaba (39e), Mihaita Pintea (56e) | Rapport         | Essai(s) : 1 Štěpán Koblic (63e) Pénalité(s) : 1 Alexandre Mortkowitz (35e) | Stade Selma, Kaliningrad Arbitre : Kirill Zhakarov |
| 9 octobre 2021 11h00 | | Rapport         |                                                                             | Stade Selma, Kaliningrad Arbitre : Kirill Zhakarov |

### Match pour la 5ème place
| 9 octobre 2021 16h30 | Pays-Bas                                                               | 7 - 13 (0 - 6) | Russie | Arena Baltika, Kaliningrad 500 spectateurs Arbitre : Ethan Glass |
| 9 octobre 2021 16h30 | Essai(s) : 1 Teun Karst (46e) Transformation(s) : 1 Vikas Meijer (47e) | Rapport        | Essai(s) : 1 Aleksandr Kabanov (65e) Transformation(s) : 1 Kirill Gavrichkov (66e) Pénalité(s) : 2 Kirill Gavrichkov (27e, 34e) | Arena Baltika, Kaliningrad 500 spectateurs Arbitre : Ethan Glass |
| 9 octobre 2021 16h30 |                                                                        | Rapport        | | Arena Baltika, Kaliningrad 500 spectateurs Arbitre : Ethan Glass |

### Match pour la 3ème place
| 9 octobre 2021 14h30 | Espagne | 46 - 7 (20 - 7) | Belgique | Stade Selma, Kaliningrad Arbitre : Dario Merli |
| 9 octobre 2021 14h30 | Essai(s) : 5 Juan Guillermo (12e), Asier Pérez (37e), Manex Ariceta (38e, 62e), Daniel Catanzaro (40e), Alberto Carmona (70e) Transformation(s) : 5 Alberto Carmona (12e, 37e, 62e, 70e), Guillermo Boland (40e) Pénalité(s) : 1 Alberto Carmona (26e, 28e) | Rapport         | Essai(s) : 1 Matias Remue (21e) Transformation(s) : 1 Matthéo van Holsbeke (21e) Carton(s) jaune(s) : 1 Kobe de Hoon (28e) | Stade Selma, Kaliningrad Arbitre : Dario Merli |
| 9 octobre 2021 14h30 | | Rapport         | | Stade Selma, Kaliningrad Arbitre : Dario Merli |

### Finale
| 9 octobre 2021 19h00 | Portugal                                   | 0 - 27 (0 - 22) | Géorgie | Arena Baltika, Kaliningrad 500 spectateurs Arbitre : Benoit Rousselet |
| 9 octobre 2021 19h00 | Carton(s) jaune(s) : 1 Manuel Vallera (9e) | Rapport         | Essai(s) : 1 Nika Babunashvili (3e, 32e), Saba Archvadze (17e), Tornike Bokoveli (59e) Transformation(s) : 1 Petre Khutsishvili (5e, 18e) Pénalité(s) : 1 Petre Khutsishvili (15e) | Arena Baltika, Kaliningrad 500 spectateurs Arbitre : Benoit Rousselet |
| 9 octobre 2021 19h00 |                                            | Rapport         | | Arena Baltika, Kaliningrad 500 spectateurs Arbitre : Benoit Rousselet |

| Titulaires Manuel Vallera 15 Manuel Salgado 14 Manuel Vareiro 13 Alfredo Almeida 12 Pedro Ribeiro 11 Manuel Meneres 10 Duarte Cortes 9 Mateus Ferreira 8 Sebastião Petronilho 7 Pedro Cunha 6 Guilherme Valente 5 Guilherme Costa 4 Pedro Lopes 3 Bernardo Cardoso 2 Diogo Teixeira 1 Remplaçants Jose Almeida 16 Isaias Camara 17 Frederico Tenorio 18 Manuel Navalhinhas 19 Luis Pina 20 Edmundo Ferreira 21 Silvio Costa 22 Afonso Amante 23 João Cunha 24 Vasco Silva 25 Henrique Cortes 26 |  | Titulaires · 15 Saba Archvadze · 14 Shalva Aptsiauri · 13 Tornike Kakhoidze · 12 Dito Beraia · 11 Luka Sakhelashvili · 10 Petre Khutsishvili · 9 Davit Khuroshvili · 8 Nikolozi Sutidze · 7 Lasha Tsikhistavi · 6 Rati Zazadze · 5 Giorgi Kurkhuli · 4 Nika Lomidze · 3 Irakli Aptsiauri · 2 Nika Babunashvili · 1 Giorgi Mamaiashvili · Remplaçants · 16 Tornike Bokoveli · 17 Lasha Pkhakadze · 18 Badri Tsikhistavi · 19 Tornike Baikhoidze · 20 Otar Kintsurashvili · 21 Sandro Jighauri · 22 Lasha Tskhovrebadze · 23 Vazha Mikadze · 24 Zurab Oniani · 25 Davit Imnadze · 26 Giorgi Gergedava · |